# Memorial Cimurri 2007
Il Memorial Cimurri 2007, terza edizione della corsa e valida come evento dell'UCI Europe Tour 2007, si svolse il 6 ottobre 2007 su un percorso di 183 km. Fu vinto dall'italiano Leonardo Bertagnolli che giunse al traguardo con il tempo di 4h21'56", alla media di 41,919 km/h.
Partenza a Cavriago con 166 ciclisti, di cui 64 portarono a termine il percorso.

## Ordine d'arrivo (Top 10)
| Pos. | Corridore            | Squadra       | Tempo    |
| ---- | -------------------- | ------------- | -------- |
| 1    | Leonardo Bertagnolli | Liquigas      | 4h21'56" |
| 2    | Luca Mazzanti        | Panaria       | s.t.     |
| 3    | Manuele Mori         | Saunier Duval | s.t.     |
| 4    | Pavel Brutt          | Tinkoff       | s.t.     |
| 5    | Filippo Pozzato      | Liquigas      | a 17"    |
| 6    | Alessandro Petacchi  | Team Milram   | s.t.     |
| 7    | Boris Špilevskij     | Kio Ene       | s.t.     |
| 8    | Stefano Garzelli     | Acqua & Sap.  | s.t.     |
| 9    | Enrico Gasparotto    | Liquigas      | s.t.     |
| 10   | Florian Stalder      | Volksbank     | s.t.     |